# Boomvoetpoederkorst
Boomvoetpoederkorst (Lepraria umbricola) is een korstmossoort uit het geslacht Lepraria.

## Determinatie
Boomvoetpoederkorst is een poedervormig korstmos met een groengrijs thallus. Het thallus bestaat uit een dunne tot vrij dikke laag (tot ± 3 mm) van vrij kleine, zwak soredieuze korrelstructuren. De rand is niet gelobd.

### Kleurreacties
De soort heeft de volgende kenmerkende kleurreacties: K+ geel en P+ (oranje).

### Gelijkende taxa
Boomvoetpoederkorst lijkt op boomspleetpoederkorst. De laatstgenoemde soort heeft een meer lichtgele kleur en reageert alleen met K+ geel.

## Ecologie
Boomvoetpoederkorst groeit in spleten en groeven van boomvoeten van inheemse eiken, beuken en berken. Het gaat om boomvoeten in hoofdzakelijk schaduwrijke bossen op oligotrofe, zure, droge bodems.

### Syntaxonomie
Boomvoetpoederkorst is een exclusieve soort van de boomspijkertjes-klasse (Calicio-Chrysotrichetea).